# Havis de Giorgio
Havis de Giorgio (Tunisi, 30 agosto 1914 – Torrente Manta, 7 marzo 1939) è stato un militare italiano, decorato con la medaglia d'oro al valor militare alla memoria nel corso delle grandi operazioni di polizia coloniale in Africa Orientale Italiana.

## Biografia
Nacque a Tunisi, in Tunisia, nel 1914 figlio del professor Guido, esoterista originario di San Lupo.  Residente a Torino dal 1933, si iscrisse alla Facoltà di lettere dell'Università di Torino.
Interruppe gli studi al secondo anno per arruolarsi nella Milizia Volontaria Sicurezza Nazionale come semplice camicia nera nella 104ª sezione CC.NN. della 4ª Divisione CC.NN. "3 gennaio" con cui partecipò alla guerra d'Etiopia. Sbarcato a Massaua, Eritrea, il 9 novembre 1935 raggiunse la zona di operazioni e vi rimase sino al marzo 1936, lasciandola in seguito all'ammissione al corso allievi ufficiali di complemento di Saganèiti.
Ottenuta la nomina a sottotenente di complemento del Regio Esercito, specialità alpini, il 25 giugno 1936, fu assegnato al battaglione alpini "Saluzzo" dell'11º Reggimento alpini. Quando il battaglione fu rimpatriato, fece richiesta con successo di rimanere in Africa Orientale Italiana e fu aggregato al Regio Corpo Truppe Coloniali, II Battaglione Eritreo "Hidalgo" della 9ª Brigata coloniale. Rimase in servizio con questo reparto per oltre due anni, effettuando numerose azioni di polizia nella regione del Gimma meridionale, nei pressi del Lago Margherita e del Lago Ruspoli. Cadde in combattimento sul torrente Manta il 7 aprile 1939, e fu insignito della medaglia d'oro al valor militare alla memoria.
Nel 1941 l'Università di Torino gli ha conferito la Laurea in Lettere "ad Honorem" alla memoria.